# YM-31636
YM-31636 je potentan i selektivan 5-HT3 agonist. Sistemska primena YM-31636 povećala je broj fekalnih peleta kod pacova i poboljšala pokretljivost debelog creva. Takođe povećava sekreciju debelog creva, ali ne do te mere da izazove dijareju. Pored toga, nije smanjio prag visceralnog bola, niti povećao intenzitet visceralnog bola.. Ova svojstva ukazuju na to da bi mogao biti koristan tretman za zatvor.